# Ontochariesthes unicolor
Ontochariesthes unicolor là một loài bọ cánh cứng trong họ Cerambycidae.